# Deepika Sehrawat
Pour les articles homonymes, voir Kumari.
Deepika Sehrawat née le 6 décembre 2003, est une joueuse indienne de hockey sur gazon. Elle évolue au poste d'attaquante au Indian Oil Corporation Ltd. et avec l'équipe nationale indienne.

## Carrière
Elle a fait ses débuts le 31 janvier 2022 contre la Chine à Mascate à la 3e saison de la Ligue professionnelle (2021-2022).

## Palmarès
- : 3e à la Ligue professionnelle 2021-2022.